# Schweigespirale
Schweigespirale nennt sich ein Teil der in den 1970er-Jahren von Elisabeth Noelle-Neumann formulierten Theorie der öffentlichen Meinung. Demnach hängt die Bereitschaft vieler Menschen, sich öffentlich zu ihrer Meinung zu bekennen, von der Einschätzung des Meinungsklimas ab. Widerspricht die eigene Meinung der als vorherrschend betrachteten Meinung, so gibt es Hemmungen, sie zu äußern, und zwar umso stärker, je ausgeprägter der Gegensatz wird; daher das Bild der Spirale. Die Massenmedien, vor allem das Fernsehen, können erheblichen Einfluss auf die Rezipienten und damit auf die öffentliche Meinung ausüben, indem sie dem Einzelnen gegenüber eine bestimmte Meinung als angebliche Mehrheitsmeinung präsentieren und ihn so unter Druck setzen, sich nicht andersartig zu äußern. Damit steht die Schweigespirale für eine erneute Hinwendung der Medienwirkungsforschung zur vierten Gewalt, einer Hypothese der „mächtigen Medien“. Stefan Gürtler wies aufgrund einer Studie der Fachhochschule Nordwestschweiz auf die Gefahr einer Schweigespirale auf dem Sozialen Netzwerk von Twitter hin, wenn durch Bots eine Mehrheitsempfindung suggeriert wird.

## Beschreibung
Die zentralen Annahmen der Schweigespirale sind die folgenden:
1. Die meisten Menschen empfinden „Isolationsfurcht“, wollen nicht sozial isoliert sein („soziale Natur des Menschen“).
2. Menschen machen sich ständig ein Bild von der Verteilung der Meinungen in der Öffentlichkeit und von der Entwicklung dieser Verteilungen (mittels eines „quasi-statistischen Wahrnehmungsorgans“).
3. Die Bereitschaft, seine Ansichten öffentlich darzustellen, ist unterschiedlich stark ausgeprägt, je nach der vom Individuum wahrgenommenen Verteilung der Meinungen und der erwarteten Entwicklung der Meinungen in der Gesellschaft. Menschen, die den Eindruck haben, die Verbreitung ihrer Meinung sei im Aufsteigen begriffen oder entspreche schon der Mehrheitsmeinung, äußern sich bereitwilliger in der Öffentlichkeit. Sie bekennen sich eher öffentlich durch Meinungsäußerungen, Verhalten oder Symbole zu ihrer Meinung, als diejenigen, die glauben, mit ihrer Meinung zu den Verlierern oder zur Minderheit zu gehören. Die Minderheitsfraktion verfällt in Schweigen aus Furcht, sich sozial zu isolieren. Dadurch erscheint die Gruppe der ersteren noch stärker und in einem Spiralprozess scheint diese Meinung die alles beherrschende zu werden – ohne es tatsächlich sein zu müssen.
4. Die Wahrnehmung der Menschen, welche Meinungen vorherrschend sind (oder in Zukunft sein werden), wird maßgeblich durch die in den Massenmedien vertretenen Meinungen und Argumente bestimmt.
5. Voraussetzung für das Auftreten einer Schweigespirale ist, dass der Gegenstand, das Thema des Meinungskampfes „moralisch geladen“ ist, also das emotionale Potential hat, die Meinung der Minderheit nicht als rational falsch, sondern als moralisch schlecht erscheinen zu lassen.

In einer klassischen Schweigespiral-Situation wird die faktische Minoritätsmeinung (Minderheitsmeinung) durch Medien parallel und gehäuft als Mehrheitsmeinung dargestellt. Aus Angst, isoliert zu werden, unterlassen es in der Folge Anhänger der eigentlichen Mehrheitsmeinung, ihre Meinung öffentlich zu äußern. Dies führt Noelle-Neumann auf die soziale Natur des Menschen zurück, die ihn Isolation fürchten lässt und jeden einzelnen einem Konformitätsdruck, das heißt einem Anpassungsdruck, unterwirft. Aus diesem Grund sei jeder Mensch ständig damit beschäftigt, seine Umwelt zu beobachten („Prozess der quasi-statistischen Wahrnehmung der öffentlichen Meinung“). So erfährt er, welche Meinungen und Einstellungen öffentlich geäußert werden können, ohne Sanktionen befürchten zu müssen (Konsonanzstreben). Für den Prozess der Schweigespirale bedeutet das, dass die vermeintliche Minderheitsmeinung (also die echte Mehrheitsmeinung) mit der Zeit zur tatsächlichen Minderheitsmeinung wird, da in dem Maße, wie die Anhänger der eigentlichen Mehrheitsmeinung verstummen, die Anhänger der eigentlichen Minderheitsmeinung ermutigt werden, ihre Ansichten öffentlich zu äußern, ohne Isolation fürchten zu müssen. Auf diese Weise kann sich letztlich tatsächlich ein Umschwung der öffentlichen Meinung einstellen.
Moderne Massenmedien sind zwar keine Voraussetzung für die Entstehung einer Schweigespirale, sie verstärken und beschleunigen aber durchaus die Effekte, die durch Isolationsfurcht auftreten. Isolationsfurcht ist jedoch auch in „massenmedienfreien“ Gesellschaften zu beobachten. Isolationsdrohend wirken zum Beispiel zeitgenössische moralische Grundsätze, gegen die niemand öffentlich verstoßen will aus Angst, gemieden zu werden. Noelle-Neumann dazu:

„Öffentliche Meinung ist gegründet auf das Bestreben von in einem Verband lebenden Menschen, zu einem gemeinsamen Urteil zu gelangen, zu einer Übereinstimmung, wie sie erforderlich ist, um zu handeln, und, wenn notwendig, entscheiden zu können. Belohnt wird Konformität, bestraft wird der Verstoß gegen das übereinstimmende Urteil.“

## Entstehung
Die Theorie der Schweigespirale entstand aufgrund einer Beobachtung, die Noelle-Neumann in den Bundestagswahlkämpfen zuerst 1965 und dann 1972 machte: Nach repräsentativen Umfragen des Institutes für Demoskopie Allensbach lagen 1972 demnach die beiden großen Parteien SPD und CDU/CSU bei der Frage nach der persönlichen Wahlabsicht der Bevölkerung ständig Kopf an Kopf, während jedoch gleichzeitig bei den Befragten die Siegeserwartung für eine der Parteien (SPD) zunahm. Als einen Grund für einseitige Veränderungen im Meinungsklima sah Noelle-Neumann die Berichterstattung der Massenmedien: So sahen bei einer Studie zur Bundestagswahl 1976 76 Prozent der befragten Journalisten SPD und FDP als Wahlsieger, unter der erwachsenen Bevölkerung waren es nur 33 Prozent. Auch die Wahlabsichten der befragten Journalisten unterschieden sich deutlich von denen der Bevölkerung: 79 Prozent von ihnen wollten SPD oder FDP wählen, aber nur 50 Prozent der erwachsenen Bevölkerung. Die Erklärung suchte Noelle-Neumann im Meinungsklima, das heißt „in der Vorstellung der Menschen, welche Ansichten und Verhaltensweisen gebilligt, beziehungsweise abgelehnt werden“ (Noelle-Neumann 1989). Noelle-Neumann untersuchte daraufhin ihre These in einer umfassenden Studie zum Bundestagswahlkampf 1976, durch eine Panelbefragung, normale Repräsentativumfragen, zwei Umfragen unter Journalisten und eine Videoaufzeichnung von politischen Sendungen der zwei Fernsehprogramme. Als Ergebnis konstatierte sie unter Journalisten eine hohe Zustimmung zugunsten von SPD/FDP – und im Laufe des Jahres auch einen Umschwung der öffentlichen Meinung, weg von CDU/CSU hin zum späteren Wahlsieger SPD/FDP. Doch hätten die Wahlkampfparteien, so Noelle-Neumann, die Schweigespirale erfolgreich mit allen Mitteln der Öffentlichkeit bekämpft und dadurch ein Gleichgewicht im Meinungsklima hergestellt. Demnach konnte sie keine Schweigespirale nachweisen.
Als Konsequenz setzte sich in den folgenden Jahren vor allem die CDU/CSU für die Einführung des Privatfernsehens ein, um ein mediales Gegengewicht zu den von ihr als linkslastig bezeichneten öffentlich-rechtlichen Fernsehanstalten zu schaffen. Den vergleichsweise großen Einfluss, den Noelle-Neumann dem Fernsehen im Gegensatz zu anderen Medien zuschreibt, erklärt sie mit seiner besonderen Glaubwürdigkeit als Folge seiner vorgeblichen Suggestivität und Authentizität. Das starke Wirkungspotential des Fernsehens fasst Noelle-Neumann dabei mit den drei Begriffen Kumulation, Konsonanz und Öffentlichkeitseffekt zusammen.

## Rezeption
Vor allem in Deutschland wurde Noelle-Neumanns Theorie der Schweigespirale kontrovers diskutiert, und auch international wurde vielfach Kritik geübt. Hauptkritikpunkt ist die mangelnde empirische Fundierung der Theorie. So wurde speziell der Wahlanalyse von 1976 vorgeworfen, dass Noelle-Neumann keine Inhaltsanalyse der Fernsehberichterstattung durchgeführt hatte und ihre Einschätzung der Journalisteneinstellung vermutlich vornehmlich auf Befragungen von Printjournalisten beruhte, wobei nur 100 Journalisten befragt wurden. Des Weiteren ist keine methodisch vollständig solide Untersuchung der „Schweigenden“ belegt, und auch Noelle-Neumanns theoretische Annahme, wobei sie von Isolationsfurcht als einziger Determinante für die Redebereitschaft ausgeht, wurde kritisiert. Weitere Einflüsse wie Persönlichkeitsattribute, Geselligkeit etc. werden nicht einbezogen.
Zusammengefasst werden die bisher vorliegenden Befunde zur Schweigespirale als teils widersprüchlich und bisher nicht konsistent kritisiert. Gleichwohl ist das Phänomen in Deutschland, aber auch international Gegenstand zahlreicher empirischer Untersuchungen und theoretischer sowie methodischer Weiterentwicklungen. Außerdem sind im Bereich der Demokratietheorie, insbesondere bei partizipatorischen Ansätzen wie der deliberativen Demokratie, die einen stärkeren öffentlichen Diskurs fordert, die in der Schweigespirale aufgestellten Kritikpunkte, etwa rund um Aschs Experimente, relevant.
In mehreren Studien zeigte sich, dass ähnliche Effekte wie die Schweigespirale auch im Internet, konkret in sozialen Netzwerken, auftreten. Die meisten Menschen würden sich demnach der gefühlten Mehrheitsmeinung ihrer Kontakte anschließen. Dadurch entstehe eine Filterblase, so „dass sich am Ende alle fragen, wer denn eigentlich diese Leute sind, die andere Parteien wählen als sie selbst.“
Verschiedene Biographien von Helmut Kohl verwenden Noelle-Neumanns Theorie zur Erklärung seiner Wahlniederlage. Das 2014 erschienene Buch Der neue Tugendterror des rechtspopulistischen ehemaligen SPD-Politikers Thilo Sarrazin verwendet die Theorie.

## Kontext mit anderen theoretischen Ansätzen: Third-Person-Effekt
Der Third-Person-Effekt (dt. Dritte-Personen-Effekt) als ein weiterer Ansatz in diesem Kontext beschreibt, dass Rezipienten bei Dritten eine stärkere Medienwirkung annehmen als bei sich selbst. Die amerikanische Kommunikationswissenschaftlerin Diana C. Mutz hat die beiden Ansätze zuerst zusammengefügt. Sie geht davon aus, dass eine vermutete größere Medienwirkung bei Dritten dazu führe, dass Rezipienten einen Einfluss auf die öffentliche Meinung bzw. deren Trend annehmen. Die Massenmedienmeinung wird als Mehrheitsmeinung wahrgenommen. Wenn diese Medienmeinung mit der eigenen Meinung nicht übereinstimmt, kann dies, nach der Theorie der Schweigespirale, eine Schweigetendenz verstärken. Wenn die Medienmeinung mit der eigenen Meinung übereinstimmt, führt dies zu einer erhöhten Rede- bzw. Zeigebereitschaft. In ihrer Studie kann sie sowohl den Third-Person-Effekt als auch einen Schweigespiraleffekt nachweisen. Wahrnehmungen von Medienwirkungen auf Dritte können eine Schweigetendenz (bei Inkongruenz) bzw. eine Rede- und Zeigebereitschaft (bei Kongruenz) verursachen.

## Geschichte
In Noelle-Neumanns Werk Öffentliche Meinung: Die Entdeckung der Schweigespirale wird besonders mittels geschichtlicher Nachforschung über Descartes, Rousseau, Hegel, Homer, Platon, David Hume, John Locke, Edmund Burke und andere Personen der Literatur, Politik und Philosophie der Zusammenhang zwischen der sozialen Natur des Menschen und der Schweigespirale untersucht.

## Vergleichbare Erklärungsansätze
In anderen Zusammenhängen wurden ähnliche Effekte angenommen, so insbesondere:
- Bradley-Effekt (zum Nachteil eines nicht-weißen Kandidaten)
- Shy Tory Factor (zum Nachteil der britischen Konservativen)
- Flora Syndrome (zum Nachteil weiblicher Kandidaten, benannt nach der kanadischen Politikerin Flora Isabel MacDonald)
- Erwartungserwartung

## Soziale Netzwerke
Das US-amerikanische Meinungsforschungsinstitut Pew Research Center äußerte in einer im August 2014 veröffentlichten Studie die These, dass es die „Schweigespirale“ auch bei Facebook und Twitter gibt.